# Atlanta Braves
Los Atlanta Braves (en español, Bravos de Atlanta) son un equipo profesional de béisbol de los Estados Unidos con sede en el área metropolitana de Atlanta, Georgia. Compiten en la División Este de la Liga Nacional (NL) de Grandes Ligas de Béisbol (MLB) y disputan sus partidos como locales en el Truist Park, ubicado en la ciudad georgiana de Cumberland.
El equipo fue fundado en 1871 en Boston con el nombre de Boston Red Stockings (no confundir con los Boston Red Sox) como franquicia de la National Association (NA) y en 1876 se unieron a la recién creada Liga Nacional. Tras varios cambios de denominación, en 1912 comenzaron a llamarse los Boston Braves. En 1953 el equipo se trasladó a Milwaukee, donde se convirtieron en los Milwaukee Braves antes de mudarse a Atlanta en 1966.
A lo largo de su historia, los Atlanta Braves han ganado cuatro Series Mundiales, dieciocho banderines de la Liga Nacional, cuatro banderines de la National Association y veintidós títulos de división. Los Braves son el único equipo de toda la MLB que ha sido campeón de la Serie Mundial representado a tres ciudades distintas.

## Historia

### Boston Braves (1871-1952)

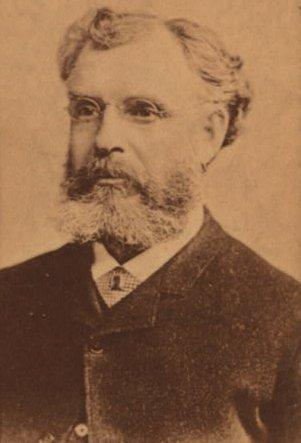
Harry Wright.

Fundada en 1871 con el nombre de Boston Red Stockings (1871-1875), la franquicia fue cofundadora de la National Association of Professional Base Ball Players de ese mismo año. Dirigida por Harry Wright como jugador-entrenador, ganó cuatro de los cinco títulos jugados en esta liga. Boston luego pasó a la Liga Nacional en su creación en 1876. Nunca cambiaría de liga, sin embargo sufrió varios cambios a su nombre: Boston Red Caps (1876-1882), Boston Beaneaters (1883-1906), Boston Doves (1907-1910), Boston Rustlers (1911), Boston Braves (1912–1935), Boston Bees(1936-1940) y nuevamente Boston Braves (1941-1952). Además, la franquicia era comúnmente apodada Boston Red Caps desde finales de los años 1880 a finales de los años 1890.
Entre 1877 y 1898, Boston ganó ocho banderines de campeón de la Liga Nacional. Tras la fusión entre la Liga Nacional y la Liga Americana, los Red Sox surgieron como la franquicia más eficaz de Boston. En 1914, sin embargo, los Bravos ganaron su primera Serie Mundial. Se impusieron por cuatro victorias a cero frente a los Philadelphia Athletics. Este título fue una total sorpresa después de un principio de temporada sin aliento: 4 victorias contra 18 derrotas.
Después de permanecer en la carrera por el título en 1915 y 1916, los resultados se volvieron decepcionantes. Emil Fuchs compró la franquicia en 1923 y contrató a su amigo Christy Mathewson. Este último murió en 1925, dejando solo a Fuchs quien intentó establecer un gran equipo, y en 1930 contrató al entrenador Bill McKechnie. Liderados por McKechnie, los resultados mejoraron a partir de 1933, pero la situación económica de Fuchs se vio muy afectada por la Gran Depresión y careció de recursos financieros para sus ambiciones. Contrató a Babe Ruth en 1935 como jugador y vicepresidente con el objetivo de atraer al público, pero este no se quedó mucho tiempo con el equipo y el promedio de espectadores bajó a 3.103 por partido. Los Bravos terminaron la temporada de 1935 con la peor marca de su historia: 38-115.
Fuchs se vio obligado a vender la franquicia un mes después de la salida de Ruth. En agosto de 1935, los nuevos propietarios cambiaron la imagen del equipo y lo rebautizaron como Boston Bees. Después de cinco temporadas decepcionantes, la franquicia fue comprada por Lou Perini quien cambió el nombre a Boston Braves. El público era aún escaso (entre 2.676 y 5.070 espectadores por partido hasta 1944), mientras que los resultados deportivos fueron catastróficos a pesar de los esfuerzos de Perini.

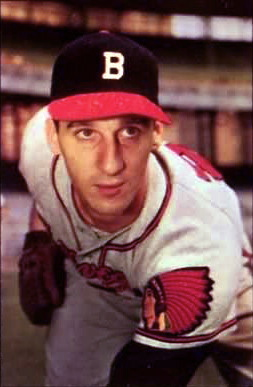
Warren Spahn.

Al finalizar la guerra, la franquicia consigue una audiencia promedio de 19.151 espectadores en 1948, récord de la franquicia. El lanzador Warren Spahn se convirtió en el emblema de la franquicia deportiva que por primera vez desde 1914 ganó el banderín de la Liga Nacional con 91 victorias y 62 derrotas. Durante la Serie Mundial de 1948, los Bravos perdieron frente a los Cleveland Indians en seis juegos.
A partir de entonces los resultados fueron decepcionantes y el público nuevamente dejó de asistir: promedio de 3.653 espectadores en 1953. Perini se vio obligado a trasladar la franquicia en busca de un público más fiel. Hizo el anuncio el 13 de marzo de 1953: el destino era Milwaukee. Este 13 de marzo fue apodado el "Viernes Negro" para Boston. La medida se llevó a cabo el 18 de marzo de 1953.

### Milwaukee Braves (1953-1965)
La franquicia se estableció en Milwaukee desde 1953 a 1965 y debutó con una temporada de 92 victorias y 62 derrotas y la asistencia de 1.800.000 espectadores en el Milwaukee County Stadium.
Los Bravos ganaron dos banderines de campeón de la Liga Nacional en 1957 y 1958 y una victoria en la Serie Mundial en 1957 al vencer a los New York Yankees en siete partidos.
Durante su estancia en Milwaukee, los Bravos solo registraron marcas positivas durante trece temporadas consecutivas.

### Atlanta Braves (desde 1966)
Los Bravos llegaron a Atlanta en 1966 como consecuencia de la venta de la franquicia en 1962 a un grupo de inversores de Chicago. El movimiento de los Bravos fue programado para 1965, pero la acción legal retrasó la transferencia por un año.
Los Bravos tienen la distinción de establecer la marca de 14 títulos de división consecutivos desde 1991 hasta 2005, omitiendo la temporada 1994 que fue interrumpida por una huelga de jugadores. Durante dicha temporada, el título de la división no fue otorgado oficialmente. Este increíble récord es único en la historia de las cuatro principales ligas profesionales de América del Norte, que son la MLB, la NBA (baloncesto), la NFL (fútbol americano) y la NHL (hockey sobre hielo).

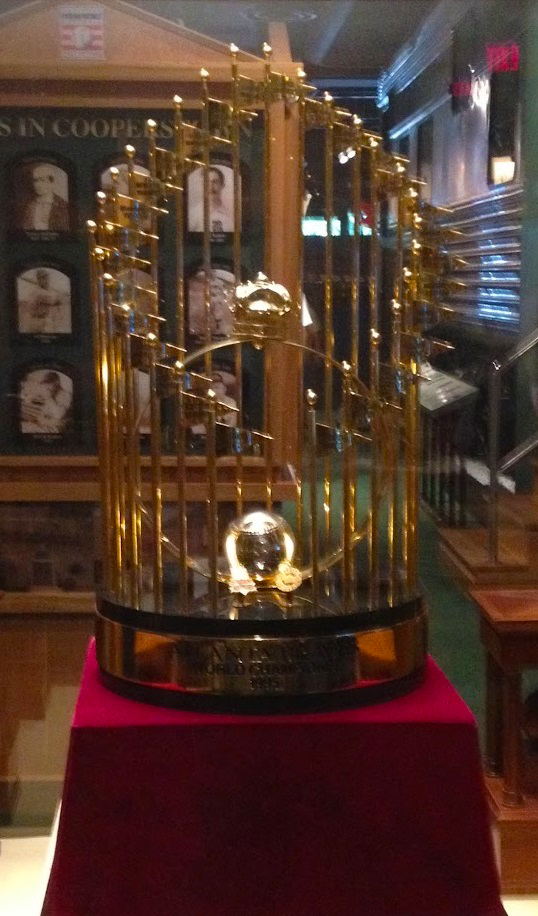
Trofeo de la Serie Mundial de 1995.

Aun así, los Bravos ganaron la Serie Mundial solo una vez durante este próspero periodo, la Serie Mundial de 1995 donde superaron a los Indios de Cleveland en seis juegos. Alcanzaron otras cuatro finales en los 14 años de dominio, pero fueron derrotados en cada una de ellas: los Minnesota Twins en 1991, los Toronto Blue Jays en 1992, y finalmente por los Yanquis de Nueva York en 1996 y 1999.
Durante esos años Atlanta basó su éxito en grandes lanzadores como Greg Maddux, Tom Glavine, John Smoltz y Steve Avery, quienes fueron formados bajo la tutela del entrenador de lanzadores Leo Mazzone. Fueron apoyados por un relevo encabezado por Mark Wohlers y John Rocker y una importante ofensiva donde resaltaron el receptor Javy López, el primera base Fred McGriff, los tercera base Terry Pendleton y Chipper Jones, el campocorto Jeff Blauser y los jardineros David Justice, Ryan Klesko y Andruw Jones.
Actualmente, el hogar de los Bravos es el Truist Park, donde se trasladaron en 2017, tras haber jugado en el Turner Field desde 1997 hasta 2016. Este estadio tiene capacidad para 41149 espectadores en los partidos de béisbol. Anteriormente, desde 1966 hasta 1996, los Bravos jugaron en el Atlanta-Fulton County Stadium con capacidad para 52.007 espectadores.
El grupo propietario Time Warner, que había comprado la franquicia en 1996, anunció en diciembre de 2005 el deseo de vender a los Bravos. Después de un año de negociaciones, el grupo Liberty Media compró la franquicia. Esta venta fue autorizada por la MLB el 16 de mayo de 2007.

#### 2010

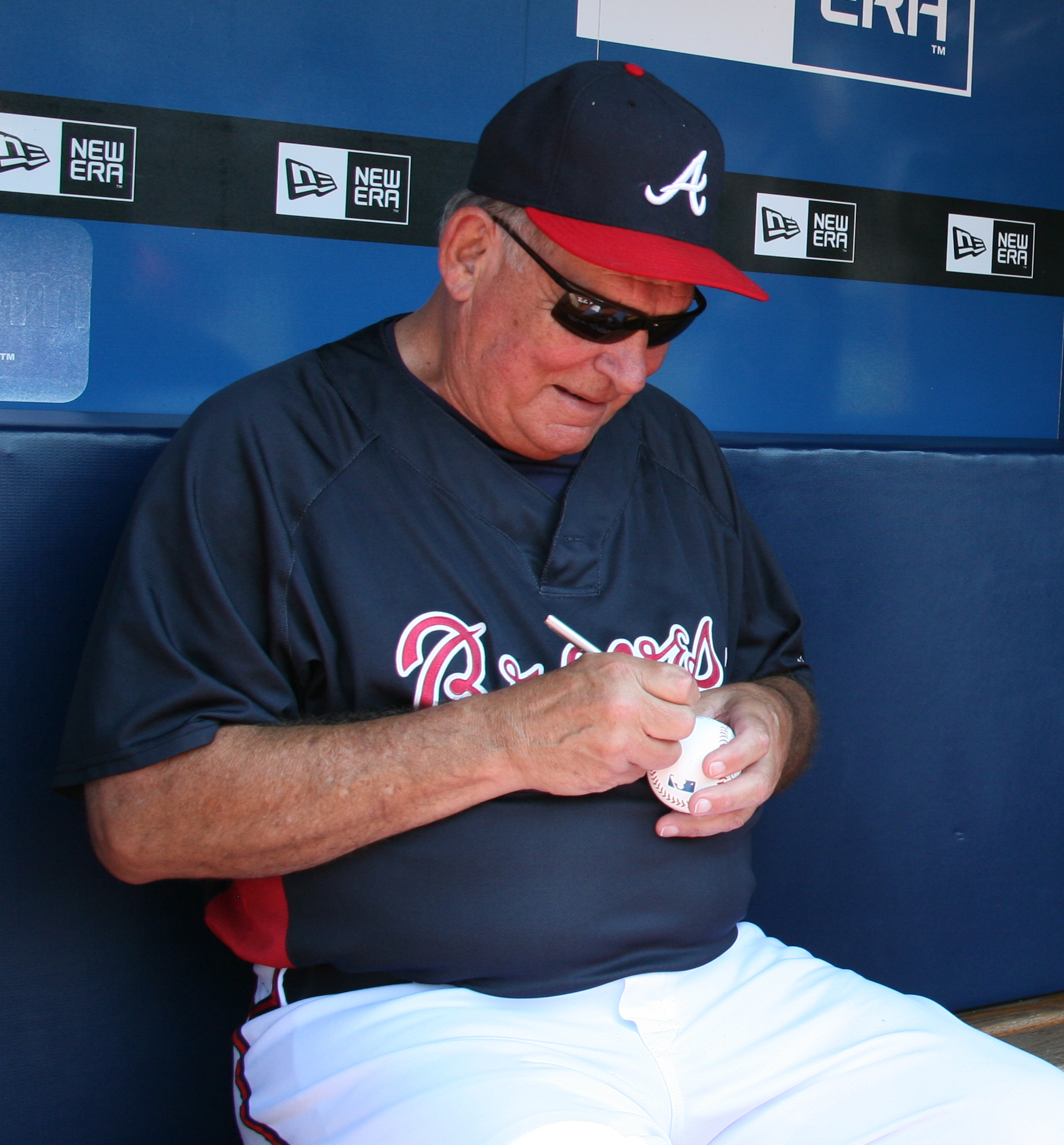
Bobby Cox.

En 2010, los Bravos terminaron en segundo lugar en la División Este de la Liga Nacional con un récord de 91 victorias contra 71 derrotas y calificaron como comodín para la postemporada, la primera vez desde 2005 que avanzaban a esta fase. Sin embargo, perdieron en la Serie Divisional frente a los San Francisco Giants (1-3). Bobby Cox dejó su puesto como entrenador principal luego de 25 años al frente del equipo y fue reemplazado por Fredi González.

#### 2011
Durante la temporada 2011 los Bravos se convirtieron en el tercer equipo en alcanzar 10 000 victorias en su historia al derrotar el 15 de julio a los Washington Nationals. El 31 de julio, solo 16 días después, registraron la derrota 10 000 en la historia de la franquicia, el segundo equipo en alcanzar tal marca luego que los Philadelphia Phillies lo hicieran en 2007. El equipo lideró el puesto de comodín a lo largo de gran parte de la temporada, llegando a septiembre con ventaja de 8 1⁄2 juegos, pero un rendimiento pobre tanto de la ofensiva como del cuerpo de lanzadores en este último mes de temporada permitió que los St. Louis Cardinals se clasificarán a la postemporada como comodín por solo un juego de ventaja.

#### 2012

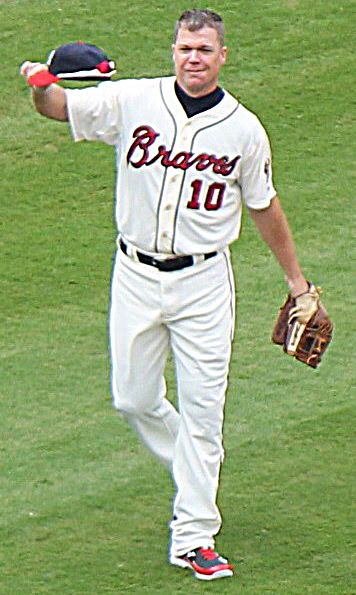
Chipper Jones.

En 2012, los Bravos jugaron el primer Juego de Comodines de la historia ante los St. Louis Cardinals, el cual perdieron por marcador de 6-3. Al final de la temporada el tercera base Chipper Jones se retiró como jugador luego de 19 temporadas con el equipo.

#### 2013
En 2013, los Bravos ganaron la División Este de la Liga Nacional por primera vez desde 2005, a pesar de que varios de los jugadores regulares como Jason Heyward, Brian McCann, Freddie Freeman, Eric O'Flaherty, Jonny Venters y Ramiro Peña sufrieron lesiones a lo largo de la temporada. El 11 de noviembre de 2013, el equipo anunció que abandonaría el Turner Field por un nuevo estadio en el Condado de Cobb a partir de 2017, debido al vencimiento del contrato de arrendamiento del Turner Field en 2016.

#### 2014
Antes de iniciar la temporada 2014 el equipo firmó a varios de sus jóvenes talentos a contratos multi-anuales, incluyendo a Freddie Freeman, Jason Heyward, Craig Kimbrel, Kris Medlen, Andrelton Simmons y Julio Teherán. Los Bravos finalizaron la temporada 2014 con marca de 79-83, la primera temporada negativa desde 2008 y apenas la tercera desde 1990.

#### 2015
Para la temporada 2015 los Bravos iniciaron un proceso de reestructuración que incluyó el despido del gerente general Frank Wren, quien fue sustituido por John Hart. Varias de las figuras del equipo fueron traspasadas, incluyendo a Jason Heyward y Jordan Walden (St. Louis Cardinals), Evan Gattis (Houston Astros) y Justin Upton, Melvin Upton Jr. y Craig Kimbrel (San Diego Padres). A cambio obtuvieron jugadores como los lanzadores Shelby Miller y Mike Foltynewicz, el segunda base Jace Peterson y el jardinero Cameron Maybin. Además contrataron como agentes libres a los relevistas Jason Grilli y Jim Johnson, al receptor A.J. Pierzynski y a los jardineros Jonny Gomes, Kelly Johnson y Nick Markakis.
Para el 7 de julio, los Bravos mantenían un récord estable de 44-44, pero los traspasos del mes de julio y el pobre rendimiento del equipo en agosto y septiembre llevaron a concluir la temporada con marca de 67-95, la peor de la franquicia desde 1990.

#### 2016
Antes del inicio de la temporada regular de 2016, los Bravos continuaron su proceso de reestructuración al transferir al campocorto Andrelton Simmons a los Angelinos de Anaheim a cambio de Erick Aybar, los lanzadores prospectos Sean Newcomb y Chris Ellis y $2,5 millones. También transfirieron al lanzador Shelby Miller a los Diamondbacks de Arizona a cambio del jardinero Ender Inciarte, el campocorto Dansby Swanson y el lanzador Aaron Blair. Además acordaron contratos de un año con Kelly Johnson, Chris Withrow y Arodys Vizcaíno, y contratos de ligas menores con Carlos Torres y Jeff Francoeur.
El 13 de abril de 2016, Héctor Olivera fue arrestado y acusado de agredir a una mujer en un hotel de Washington, donde los Bravos se encontraban de visita para enfrentar a los Nacionales. Fue colocado en licencia administrativa, hasta que el 26 de mayo se anunció una suspensión de 82 juegos retroactiva al 30 de abril.
Los Bravos iniciaron la temporada perdiendo nueve juegos consecutivos, el peor inicio de la franquicia desde 1988, cuando perdieron los primeros diez juegos de la temporada. Luego de registrar marca de 9-28, el mánager Fredi González fue despedido el 17 de mayo, y sustituido por el entrenador de tercera base Brian Snitker. Al final de la temporada terminaron con marca de 68-93, ocupando el último lugar de la División Este de la Liga Nacional.

#### 2017
Los Bravos estuvieron en el estadio Turner Field por veinte años (1997-2016) y para la temporada 2017 se trasladaron al Condado de Cobb, Georgia, cerca de Atlanta, e inauguran el estadio SunTrust Park que fue abierto para un juego de pretemporada el 31 de marzo contra los Yankees de Nueva York. El primer juego de temporada regular sería contra los Padres de San Diego el 14 de abril.
Durante el receso de temporada los Bravos adquirieron a los lanzadores veteranos Bartolo Colón y R. A. Dickey, además de recibir a Jaime García de los Cardenales de San Luis a cambio de los prospectos Chris Ellis, John Gant y Luke Dykstra. Igualmente reforzaron el equipo con las firmas del receptor Kurt Suzuki, el utility Sean Rodríguez y el relevista Eric O'Flaherty, y adquirieron al segunda base Brandon Phillips de los Rojos de Cincinnati a cambio de los lanzadores Andrew McKirahan y Carlos Portuondo.
El 18 de mayo de 2017, el líder del equipo Freddie Freeman se lesionó la muñeca, por lo que adquirieron a Matt Adams de los Cardenales de San Luis para ocupar su lugar como primera base.
El tercera base Adonis García se lesionó el talón de Aquiles en mayo, y en junio se sometió a una cirugía para reparar un ligamento en su dedo medio izquierdo, por lo que los Bravos llamaron al prospecto Rio Ruiz para reemplazarlo; luego el también novato Johan Camargo tomó el rol de tercera base regular, aunque fue movido a la banca para darle un puesto de titular al recuperado Freeman y mantener a Adams en la alineación.
A inicios de julio, el experimentado Bartolo Colón fue dejado en libertad, luego de registrar marca de 2-8 y 8.14 de efectividad con el equipo, y posteriormente Jaime García fue transferido a los Mellizos de Minnesota junto al receptor reserva Anthony Recker, por lo que sus lugares en la rotación de abridores fueron ocupados finalmente por los novatos Sean Newcomb y Lucas Sims, respectivamente.
Al finalizar la temporada, los Bravos registraron marca de 72-90 y terminaron en el tercer lugar de la división.

#### 2018
El 16 de diciembre de 2017, los Bravos transfirieron a Matt Kemp a los Dodgers de Los Ángeles a cambio de Adrián González, Scott Kazmir, Brandon McCarthy, Charlie Culberson y consideraciones en efectivo. Dos días después, González fue puesto en libertad.
El equipo también adquirió al jardinero Preston Tucker de los Astros de Houston y al relevista Chase Whitley de los Rays de Tampa Bay, y firmaron al receptor Chris Stewart y al relevista Peter Moylan.
El equipo finalizó la temporada regular con marca de 90-72 y ganó el título de división por primera vez desde 2013, pero perdieron ante los Dodgers de Los Ángeles en cuatro juegos en la Serie Divisional de la Liga Nacional. Al concluir la temporada, el jardinero Ronald Acuña Jr. fue nombrado como el Novato del Año de la Liga Nacional y Brian Snitker como el Mánager del Año de la misma liga.

#### 2019
El 26 de noviembre de 2018, los Bravos firmaron al receptor Brian McCann y al tercera base Josh Donaldson. El 23 de marzo de 2019, adquirieron al jardinero Matt Joyce de los Gigantes de San Francisco.
Al iniciar la temporada en abril de 2019, firmaron a contratos multianuales a los jóvenes Ronald Acuña Jr. y Ozzie Albies. También adquirieron al lanzador abridor Dallas Keuchel en junio, y a los relevistas Chris Martin, Mark Melancon y Shane Greene en julio. En agosto firmaron al campocorto Adeiny Hechavarria y al receptor Francisco Cervelli para reemplazar a los lesionados Swanson y McCann, respectivamente.
En la temporada regular de 2019, los Bravos ganaron su segundo título divisional consecutivo el 20 de septiembre y terminaron con marca de 97-65, pero perdieron ante los Cardenales de San Luis en la Serie Divisional, su décima serie de postemporada perdida de manera consecutiva. El 9 de octubre, se convirtieron en el primer equipo en permitir 10 carreras en la primera entrada de un juego de postemporada de la MLB.

#### 2020

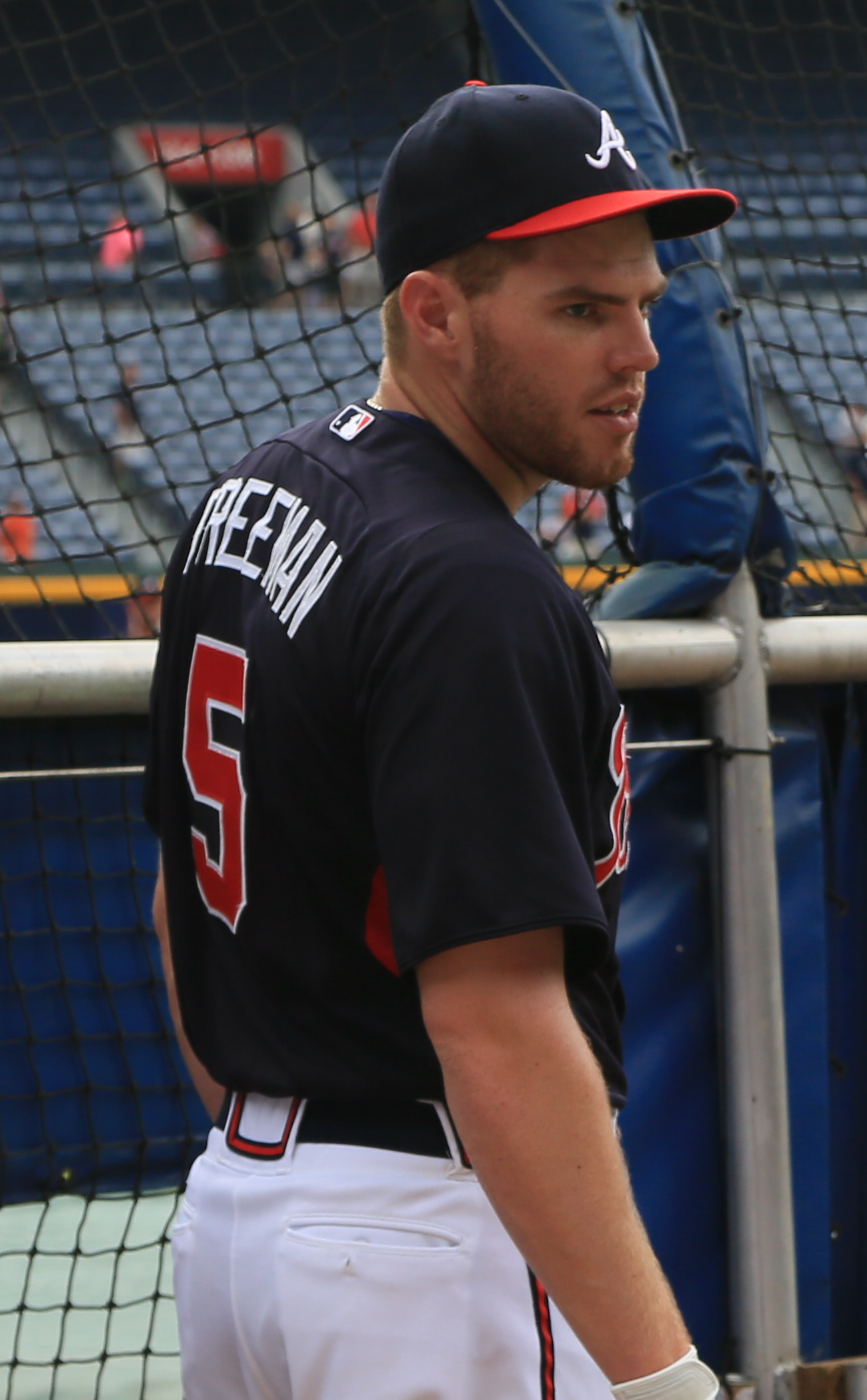
Freddie Freeman.

Antes del inicio de temporada, los Bravos contrataron al receptor Travis d'Arnaud, el lanzador abridor Cole Hamels y el jardinero Marcell Ozuna.
En la temporada 2020 acortada a 60 juegos debido a la pandemia de COVID-19, los Bravos registraron marca de 35-25 y ganaron su división por tercer año consecutivo. Lideraron la MLB en hits (556), dobles (130), carreras impulsadas (338), porcentaje de embasado (.349), embasado más slugging (.832), bases totales (1,001) y apariciones al bate (2,344).
En la postemporada, ganaron la Serie de Comodín ante los Cincinnati Reds y la Serie Divisional ante los Miami Marlins, pero perdieron la Serie de Campeonato ante los Dodgers de Los Ángeles, eventuales campeones de la Serie Mundial. Al finalizar la temporada, el primera base Freddie Freeman fue nombrado como el Jugador Más Valioso de la Liga Nacional.

#### 2021
Los Bravos volvieron a la Serie Mundial desde el año 1999 para imponerse y ganar su cuarto título mundial de la MLB.

## Jugadores

### Números retirados

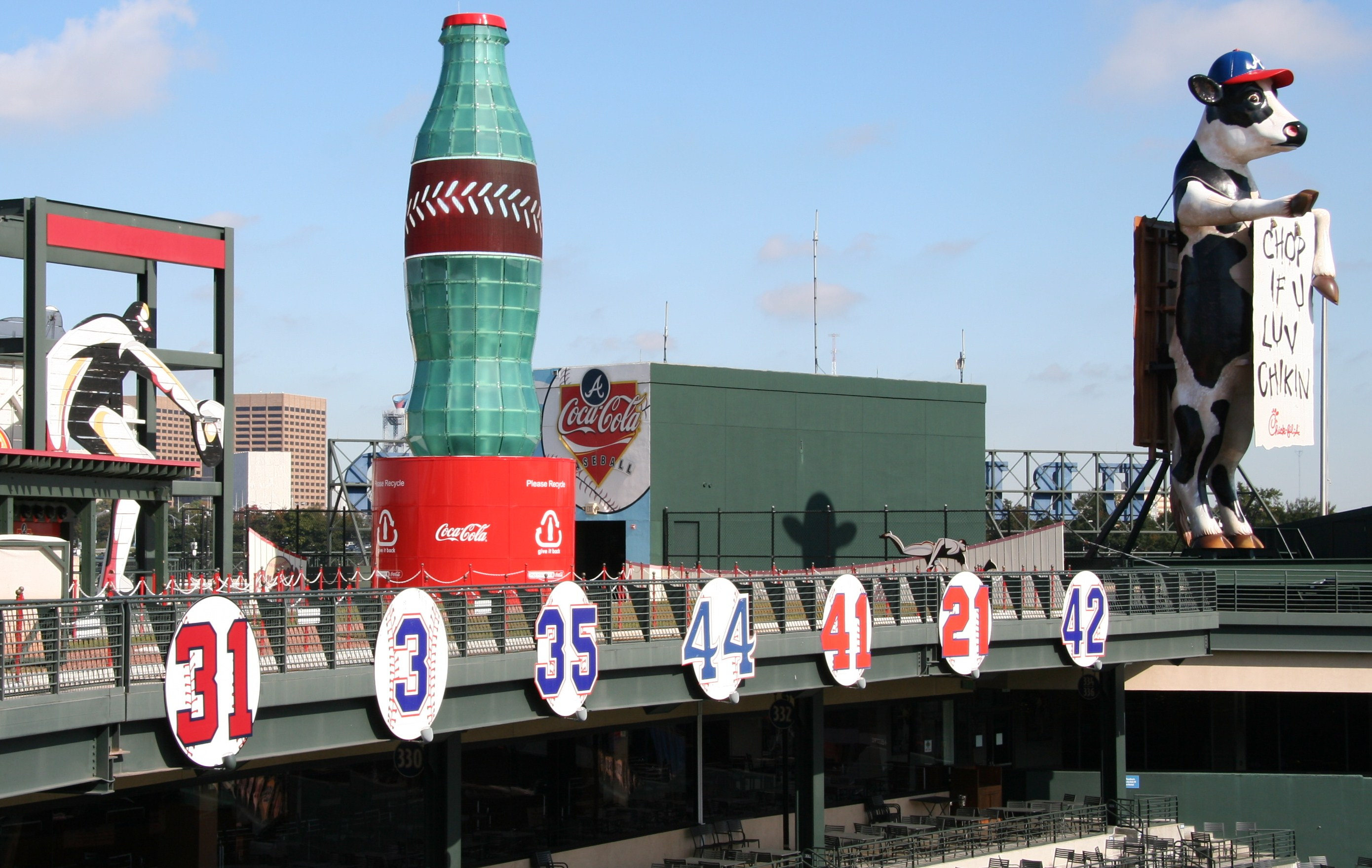
Números retirados en el Turner Field

Los Bravos han retirado 11 números en la historia de la franquicia, el más reciente el número 10 perteneciente a Larry Wayne Jones Jr., conocido como Chipper Jones, que fue retirado en el Turner Field el 28 de junio de 2013. El 8 de junio de 2012 se retiró el número 29 de John Smoltz, y anteriormente se retiraron el número 6 de Bobby Cox en 2011, el 47 de Tom Glavine en 2010 y el 31 de Greg Maddux en 2009. Los otros números retirados son el 44 de Hank Aaron, Dale Murphy con el 3, Phil Niekro 35, Eddie Matthews 41, Warren Spahn 21 y el 42 de Jackie Robinson, el cual está retirado por todos los equipos con excepción de Mariano Rivera de los Yankees.
Como aparecen en el Turner Field:
| John Smoltz P: 1988–2008 ATL                 | Bobby Cox MGR: 1978–81, 1991–2010 ATL      | Tom Glavine P: 1987–2002, 2008 ATL                                                          | Greg Maddux P: 1993–2003 ATL               | Dale Murphy OF: 1976–90 ATL                        |
| Phil Niekro P: 1964–65 MIL P: 1966–83,87 ATL | Hank Aaron OF: 1954–65 MIL OF: 1966–74 ATL | Eddie Mathews 3B: 1952 BOS 3B: 1953–65 MIL 3B: 1966 ATL Entrenador 1971–72 Mánager: 1972–74 | Warren Spahn P: 1942–52 BOS P: 1953–64 MIL | Jackie Robinson Retirado por Major League Baseball |
| Chipper Jones 3B: 1994–2012 ATL              |                                            |                                                                                             |                                            |                                                    |

## Palmarés
- Serie Mundial (4): 1914, 1957, 1995, 2021.
  - Subcampeón Serie Mundial (6): 1948, 1958, 1991, 1992, 1996, 1999.
- World's Championship Series (1): 1892.
- Banderines de la Liga Nacional (18): 1877, 1878, 1883, 1891, 1892, 1893, 1897, 1898, 1914, 1948, 1957, 1958, 1991, 1992, 1995, 1996, 1999, 2021.
- National Association of Professional Base Ball Players (4): 1872, 1873, 1874, 1875.
- División Este NL (18): 1995, 1996, 1997, 1998, 1999, 2000, 2001, 2002, 2003, 2004, 2005, 2013, 2018, 2019, 2020, 2021, 2022, 2023.
- División Oeste NL (5): 1969, 1982, 1991, 1992, 1993.

## Ligas Menores
| Categoría  | Equipo             | Liga                    | Ubicación            |
| ---------- | ------------------ | ----------------------- | -------------------- |
| AAA        | Gwinnett Braves    | International League    | Lawrenceville, GA    |
| AA         | Mississippi Braves | Southern League         | Pearl, MS            |
| Advanced A | Florida Fire Frogs | Florida State League    | Kissimmee, FL        |
| A          | Rome Braves        | South Atlantic League   | Rome, GA             |
| Rookie     | Danville Braves    | Appalachian League      | Danville, VA         |
| Rookie     | DSL Braves         | Dominican Summer League | República Dominicana |
| Rookie     | GCL Braves         | Gulf Coast League       | Lake Buena Vista, FL |

## Radio y televisión

### 1976-1997
Las transmisiones eran cubiertas por la televisora local WTBS Canal 17 de Atlanta, y en radio 750 WSB. Ya para los 80, con la expansión de WTBS vía satélite (Superestacion), el equipo se podía ver en todos los Estados Unidos y en otros países. El eslogan del equipo cambio a Americas Team (el equipo de América). En los 90s se compartían las transmisiones con el canal hermano de cable SportsSouth.

### 1997-Actualidad
Con la venta de Time-Warner del equipo de Atlanta Braves a Liberty Media, esta reorganiza las transmisiones. WTBS pasa a ser WPCH-TV 17 (Peachtree TV) para el mercado local, y en cable los juegos siguen por SportsSouth y también por FS-South de la cadena Fox Sports. La Superstacion TBS, negoció con MLB para transmitir juegos de otros equipos y primera ronda de playoffs. 
En radio a partir del 2010 son transmitadas a través de WCNN 680 The Fan en AM y WNNX 100.5 FM. También la señal es transmitida a diversos estados del sur en las cadenas afiliadas.